# Hubert-Joseph Henry
Hubert-Joseph Henry (Pogny, Marne, 2 de junio de 1846 - Mont Valérien, 31 de agosto de 1898) fue un oficial francés involucrado en el Caso Dreyfus. Elaboró documentos falsos destinados a inculpar al capitán Alfred Dreyfus. Descubierto como autor de las pruebas falsas, se suicidó con una navaja de afeitar un día después de ser encarcelado.

## Al servicio del ejército
Proveniente de una familia de agricultores, sargento mayor en 1870, dos veces preso y dos veces evadido durante la Guerra Franco-prusiana, obtiene por méritos de guerra los galones de teniente. Sus calificaciones de 1872 le predicen un futuro limitado: «funcionario sin otro futuro que aquel que le dará inevitablemente la antigüedad».
Pero un cambio de dirección en su carrera se produce en 1875, cuando accede al cargo de ordenanza del general de Miribel, jefe del Estado Mayor, que se convirtió en su protector. Fue destinado al Ministerio de Guerra en 1879, a la sección de estadísticas (contraespionaje). A continuación, coincide con Esterhazy, que será más tarde reconocido como el verdadero traidor del Caso Dreyfus.
A partir de 1886, fue enviado sucesivamente a Túnez, a Tonkín, y finalmente a Orán en Argelia.

## El descubrimiento de la infidencia
En mayo de 1893, el comandante Henry vuelve al Servicio de Estadística de los servicios de información franceses. Suplantaría rápidamente al entonces jefe del negociado, Jean Sandherr, hasta 1895.
Su trabajo consiste en supervisar la actividad de las autoridades alemanas, incluida la utilización de dobles agentes, entre los que figura Marie Bastian, un ama de llaves que trabajaba en la Embajada de Alemania. Es ella quien le entrega, en septiembre de 1894, la famosa hoja que desencadenó el Caso Dreyfus. Dirigida al agregado militar Maximilian von Schwarzkoppen por un misterioso desconocido, y redactado en francés, contiene información secreta relativa a la defensa.
Una vez en posesión de la infidencia, Henry espera varias semanas antes de transmitirla a sus superiores. Se ignora si entonces reconoció o no la escritura de su amigo Esterhazy. En octubre, una investigación interna determina que la nota fue redactada por Alfred Dreyfus, que fue detenido pocos días después. Henry entonces proporciona la información al periódico La Libre parole, conocido por su antisemitismo, que titula el 1 de noviembre «Alta traición. Arresto del oficial judío A. Dreyfus».
Llamado a declarar Dreyfus en un proceso a puerta cerrada de Consejo de Guerra, Henry abruma al sospechoso: «¡El traidor que nosotros buscábamos, es él! ¡Lo juro!».

## El «pequeño azul» y el «falso Henry»
En enero de 1896, Georges Picquart se convierte en el jefe de los servicios de información en detrimento de Henry, que ambicionaba obtener el puesto. Desconfiado y celoso, dispuso que los documentos recuperados por sus contactos, como María Bastian, no fuesen transmitidos a Picquart, a pesar de la petición expresa de este último. En marzo de 1896, un agente de los servicios recupera el telegrama (el pequeño azul), en el que el diplomático alemán von Schwartzkoppen informa al comandante Esterházy de que desea romper su relación con él, juzgando sus actividades de espionaje como insuficientes. Ausente de París, Henry no pudo tomar conocimiento de este documento. Así es que lo recibe Picquart. Intrigado, se realizaron investigaciones en los asuntos de Estherázy, y se constató que la escritura de este último es la misma que la de la infidencia de 1894.
Mientras la esposa de Alfred Dreyfus solicitaba una revisión del juicio, Henry envió el 2 de noviembre de 1896 a sus superiores el documento que alega haber recuperado de la Embajada de Alemania, y acusa abiertamente a Dreyfus de traición. Este documento, que, de hecho, en realidad redactó él mismo, es conocido como el «falso Henry». Se trata de un montaje de diversos textos, retocados e imitados, encaminado a demostrar que el diplomático italiano Panizzardi, dirigiéndose a von Schwartzkoppen, describía a Dreyfus como un traidor a Francia: solicita a su interlocutor no revelar que estaba en relación con este «judío».
En su intento, Henry creó una nueva nota falsa para sostener la culpabilidad de Dreyfus. Las motivaciones de Henry han sido ampliamente debatidas. Según algunos, habría actuado bajo la presión del Estado Mayor. «Escribió una farsa, a la vista de las acciones del coronel Picquart, para salvar al ejército, que estaba en un terrible callejón sin salida por la mala fe de sus enemigos», afirmó su esposa en el juicio de Rennes en 1899. Según otros, entre ellos Jean Jaurès, Henry quería obtener el favor de sus superiores mediante el suministro de piezas decisivas con la esperanza de ser recompensado con el nombramiento como jefe del Servicio de Información: «Las cosas fueron así. Apenas el coronel Henry mostró a sus superiores las falsificaciones, fue nombrado jefe de Información».
En efecto, en 1897, Henry accede por fin a la dirección del Servicio de Inteligencia. Se preocupó por los descubrimientos de su predecesor, Picquart, y decide, con el comandante du Paty de Clam, proteger a Esterházy y evitar que las sospechas se vuelvan en su contra. A cambio de la protección del Estado Mayor, le solicitan preparar un documento destinado a incriminar de nuevo a Dreyfus. Henry rápidamente lo comunicó a la prensa.
La acusación no dejará de utilizar el «falso Henry» en el juicio a Zola, que se celebró del 7 al 23 de febrero. Picquart, contra quien se inicia un procedimiento de sanción, está convencido de la inocencia de Dreyfus y el maquiavélico papel de Henry. Los dos hombres se enfrentan en un duelo en la Escuela Militar. Henry es ligeramente herido en su brazo derecho.

## Las confesiones

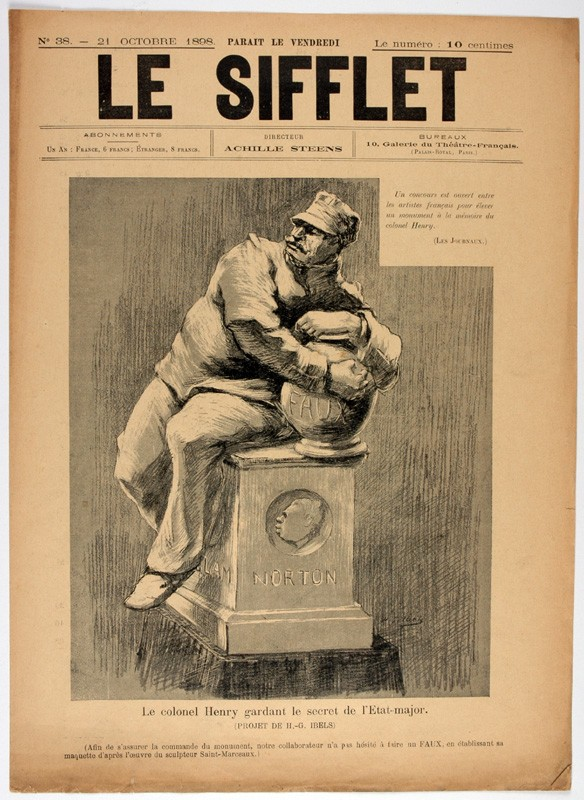
Caricatura pro-Dreyfus (Henri-Gabriel Ibels) mostrando una estatua (parodia del Genio guardando el secreto de la tumba, del escultor Saint-Marceaux) con Henry elevado sobre un pedestal representando al falsario Norton (1898).

Fue necesario esperar hasta julio de 1898 y por iniciativa del nuevo Ministro de Guerra, Godefroy Cavaignac, que quiere cerrar el expediente a toda costa, a fin de que el Estado Mayor tome conciencia de la verdadera naturaleza del «falso Henry». El 30 de agosto, el coronel Henry admite su fraude a Cavaignac. Henry fue detenido y encarcelado en el fuerte de Mont Valérien. Al día siguiente, muy posiblemente se suicidó: apareció en su propia celda con un profundo corte en la garganta hecho con una navaja de afeitar. Cavaignac dimite. Esterházy huye a Inglaterra. Y la opinión pública comienza a dudar de la culpabilidad de Dreyfus.
Los antidreyfusards, así, hacen de Henry uno de sus héroes. La Libre Parole de Édouard Drumont lanza una suscripción para erigirle una estatua y para dar a la viuda del teniente Henry los medios necesarios para iniciar un proceso por «difamación» contra Joseph Reinach, a raíz de un artículo publicado el 7 de noviembre de 1898 en el periódico Le Siècle. Entre los suscriptores, están Jean Lorrain, Pierre Louÿs, Paul Valéry, Maxime Weygand, y Henry Gauthier-Villars. En septiembre de 1898, Charles Maurras publicó un elogio a Henry en el diario católico La Gazette de France, evocando «los heroicos servicios a los grandes intereses del Estado, de este gran hombre de honor».